# The Dark Side of the Moon Redux
The Dark Side of the Moon Redux è un album in studio di Roger Waters pubblicato nel 2023. Si tratta di una nuova registrazione dell'intero album The Dark Side of the Moon dei Pink Floyd del 1973.

## Descrizione
La versione dell'album del 1973, con testi interamente scritti da Waters, rimase per oltre 700 settimane consecutive nella classifica Billboard 200 vendendo oltre 40 milioni di copie in tutto il mondo. Waters lasciò i Pink Floyd nel 1985 avviando una propria carriera solista pubblicando diversi album; nel 2020 pubblicò un album di cover, The Lockdown Sessions, che comprendeva nuove registrazioni con un arrangiamento essenziale di suoi brani solisti e di altri dei Pink Floyd; durante queste sessioni di registrazione, in vista del cinquantesimo anniversario di The Dark Side of the Moon, gli venne l'idea di fare lo stesso con l'intero album .
Tramite un comunicato stampa, Waters disse che quando lui e gli altri membri dei Pink Floyd avevano realizzato la versione originale dell'album, erano molto giovani e, se si guarda oggi il mondo intorno a noi, il messaggio che voleva trasmettere non gli sembra sia stato ricevuto e, per tale motivo, ha iniziato a pensare come la saggezza di un ottantenne avrebbe potuto realizzare una nuova versione dell'album.
L'album venne quindi registrato da Waters con diversi musicisti come Gus Seyffert, Joey Waronker, Jonathan Wilson, Jon Carin, Johnny Shepherd, Azniv Korkejian, Via Mardot, Gabe Noel e Robert Walter. Presenta sezioni parlate e nessun assolo di chitarra, come dirà Waters, "per far emergere il cuore e l'anima dell'album musicalmente e spiritualmente". La nuova versione del brano Speak to Me include la recitazione da parte di Waters di suoi testi tratti dal brano Free Four pubblicato sull'album Obscured by Clouds del 1972; come spiegato dallo stesso Waters, la nuova versione non ha il compito di sostituire la precedente ma era intesa come un tributo e un modo per aggiornare il messaggio dei testi.
Il 21 luglio 2023 venne pubblicato un primo singolo digitale, Money, seguito ad agosto da un secondo singolo, Time", e il 21 settembre dal doppio singoli, Speak to Me/Breathe. L'album è stato pubblicato il 6 ottobre in diversi formati, doppio vinile, CD e cassetta; nello stesso mese di ottobre, Waters ha tenuto due concerti al London Palladium, dove ha eseguito l'intero contenuto dell'album.

## Tracce
Tutti i testi sono scritti da Roger Waters.
1. Speak to Me – 1:54 (Nick Mason)
2. Breathe – 3:22 (Richard Wright e David Gilmour)
3. On the Run – 3:47 (Roger Waters e David Gilmour)
4. Time – 7:19 (Nick Mason, Richard Wright, Roger Waters e David Gilmour)
5. The Great Gig in the Sky – 5:47
6. Money – 7:33 (Roger Waters)
7. Us and Them – 7:36 (Richard Wright)
8. Any Colour You Like – 3:18 (David Gilmour, Nick Mason e Richard Wright)
9. Brain Damage – 4:55 (Roger Waters)
10. Eclipse – 2:20 (Roger Waters)
11. (senza titolo) – 13:00 (Roger Waters) – Bonus Track edizione LP

## Formazione
- Roger Waters: voce, basso nel brano "Any Colour You Like"
- Joey Waronker: batteria e percussioni
- Johnny Shepherd: organo e pianoforte
- Gus Seyffert: basso, chitarra, percussioni, tastiere, synthesiser, cori
- Jonathan Wilson: chitarra, synthesiser, organo
- Via Mardot: theremin
- Azniv Korkejian: voce
- Gabe Noel: sarangi
- Jon Carin: tastiere, lap steel, synthesiser, organo
- Robert Walter: pianoforte in "The Great Gig in the Sky"